# 河口站 (南通市)
河口站是南通轨道交通1号线的地铁车站，位于中华人民共和国江苏省南通市崇川区长泰路与惠民路交叉口地下，于2022年11月10日开通。

## 车站结构
河口站沿长泰路设置，呈西北至东南走向，为地下两层岛式站台车站。车站地下一层为站厅层，地下二层为站台层。
| 地面              | 出入口 | 1、2、3、4出入口                                                                                      |
| 地下一层          | 站厅   | 客服中心、自动售票机、验票机                                                                          |
| 地下二层          | 站台层 | \| \| \| 1号线往平潮（集成村） \| \| 島式 · 開左邊车门 \| \| \| \| \| \| 1号线往振兴路（唐閘公園） \| |
|                   |        | 1号线往平潮（集成村）                                                                                 |
| 島式 · 開左邊车门 |        | |
|                   |        | 1号线往振兴路（唐閘公園）                                                                             |

## 车站出口
河口站共设4个出口，其中1个出入口暂未启用，各出口及周围设施如下所示：
| 编号                | 周边信息                                                         | 照片 | 无障碍设施 |
| ------------------- | ---------------------------------------------------------------- | ---- | ---------- |
| 1 · 出口            | 長泰路，惠民路（暂未启用）                                       |      | 不適用     |
| 2 · 出口 · （设有） | 長泰路，惠民路，樹西路，集秀路，瑞景新居，仁和錦居，新陳橋人家園 |      |            |
| 3 · 出口            | 长泰路，河東路                                                   |      | 不適用     |
| 4 · 出口            | 长泰路，天璽花园                                                 |      | 不適用     |
| 图例： 设有         |                                                                  |      |            |

## 接驳交通

### 公交车
- 惠民路长泰路北：42路、55路、59路
- 长泰路树西路口：42、603路
- 陈桥卫生服务中心：23路、42路、55路、59路
- 河口地鐵站：42路、55路、59路、603路、游2路
- 天玺花园：23路、55路、59路、286路、603路、游2路

## 车站历史
该站规划时名称为惠民路站，開通前更名為河口站。。
- 2022年11月10日，随1号线一期工程通车一同开通[1]。